# Malew
Malew är en parish på Isle of Man. Den ligger på den sydvästra delen av Isle of Man, 11 km sydväst om huvudstaden Douglas. Antalet invånare är 2 385. De största orter i Malew är Ballasalla, St Mark's och Derbyhaven. I Malew ligger även Isle of Mans flygplats.